# Torre Repsol-YPF

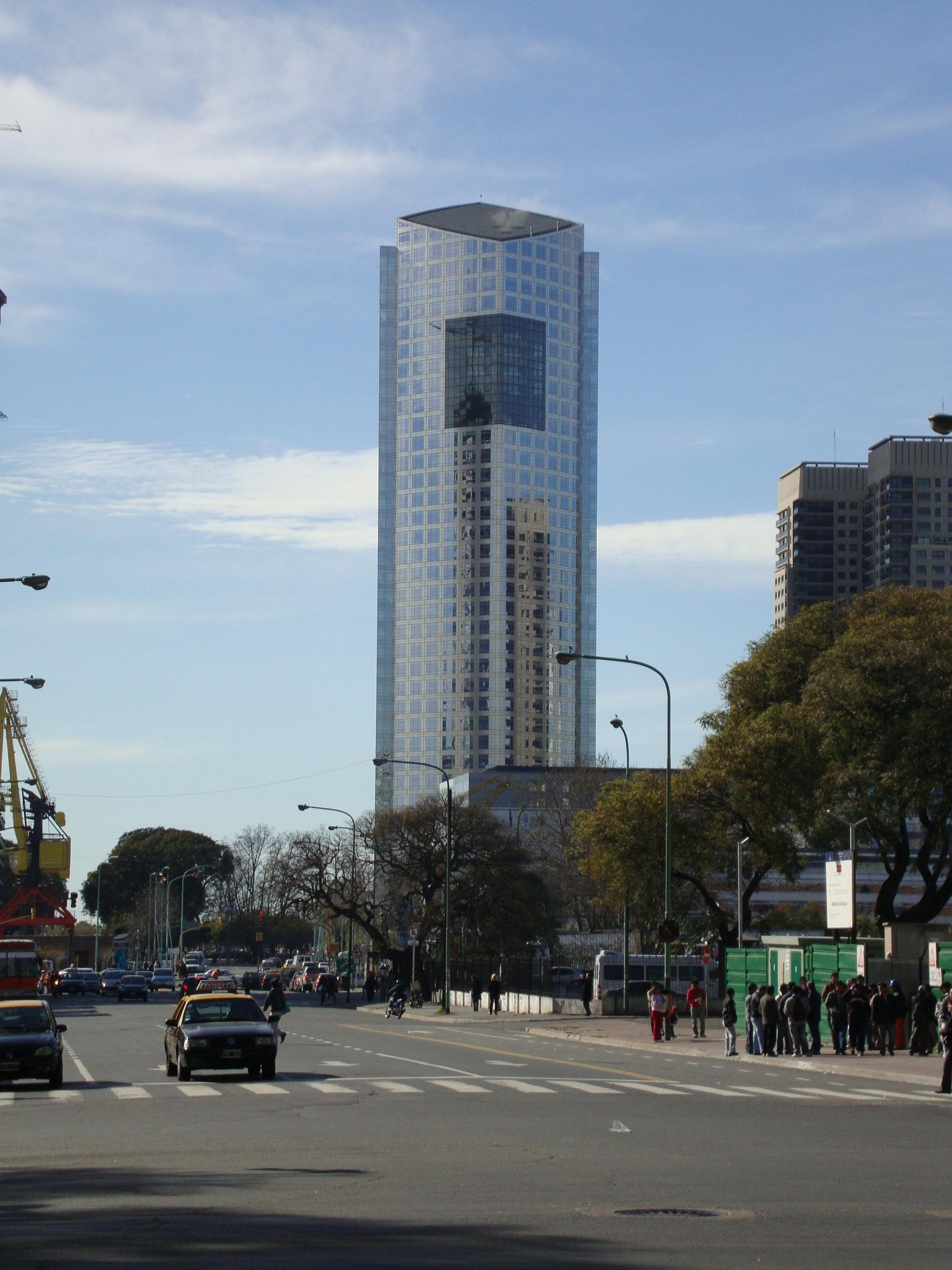
Der Torre Repsol-YPF

Der Torre Repsol-YPF (deutsch „Repsol-YPF-Turm“) ist ein Büro-Hochhaus in der argentinischen Hauptstadt Buenos Aires. Es befindet sich in dem ehemaligen Hafenviertel Puerto Madero, an der Ecke Calle Macacha Güemes und Calle Juana Manso. Das Gebäude wurde von dem argentinischen Architekten César Pelli entworfen. Die Arbeiten daran begannen 2005, im August 2008 wurde es fertiggestellt. Der Torre Repsol-YPF ist 160 Meter hoch, hat 36 Etagen und eine Grundfläche von 75.000 m². 
Koordinaten: 34° 36′ 19,6″ S, 58° 21′ 44,8″ W